# Термінал ЗПГ Олд-Гарбор
Термінал ЗПГ Олд-Гарбор – інфраструктурний об’єкт для імпорту зрідженого природного газу (ЗПГ) до Ямайки.
У 2010-х роках почався імпорт ЗПГ до Ямайки, де регазифіковане блакитне паливо використали для живлення електроенергетики. Першим став до ладу термінал Ямайка ЗПГ на північно-західному завершенні острова, а в 2019-му стартували поставки через термінал у Олд-Гарборі на південно-східному узбережжі (за кілька десятків кілометрів на захід від ямайської столиці Кінгстону). У випадку з Олд-Гарбором ухвалили рішення на користь плавучого регазифікаційного терміналу, що потребувало менше капітальних інвестицій та часу на створення. Проект терміналу реалізувала компанія New Fortress Energy.
В затоці за 4 км від берегу облаштували причал острівного типу, до якого більшу частину часу пришвартована плавуча установка зі зберігання та регазифікації (FSRU) Golar Freeze, котру зафрахтували на 15 років у норвезької компанії Golar. У випадку наближення урагану вона повинна була змінювати місце своєї стоянки. Річна пропускна здатність установки становила 4,9 млрд м3.
В 2021-му році власник терміналу уклав угоду щодо іншої плавучої установки Höegh Gallant, що належить норвезькій компанії Höegh. Контракт мав початись у останньому кварталі 2021-го та тривати 10 років. Як показують дані геоінформаційних систем, станом на березень 2023-го Höegh Gallant дійсно знаходилось біля узбережжя Ямайки.
Видача регазифікованого палива відбувається до розташованого за 6 км (прямо на березі затоки) майданчику ТЕС Олд-Гарбор, на якій після появи терміналу запустили нову енергоефективну чергу. Крім того, проклали трубопровід до розташованого дещо далі бокситового заводу, де звели нову ТЕС Jamalco. Також ресурс постачається ряду індустріальних споживачів (Caribbean Products, Appleton, IGL Limited, CB Group, Clarendon Distillers, Wisynco, Seprod, Red Stripe Jamaica).